# アメリカン・アニメーションの黄金時代
アメリカン・アニメーションの黄金時代（アメリカン・アニメーションのおうごんじだい）は、1920年代の音声付きカートゥーン映画の登場に始まり、劇場用のアニメーションがテレビアニメーションに緩やかに衰退を始めた1960年代まで続いた、アメリカのアニメーション史における一期間である。ミッキーマウス、ドナルドダック、グーフィー、バッグス・バニー、ダフィー・ダック、ポーキー・ピッグ、トゥイーティー、ドルーピー・ドッグ、クマのバーニー、ポパイ、ベティ・ブープ、アンディ・パンダ、ウッディー・ウッドペッカー、トムとジェリー、近眼のマグー、チリー・ウィリーなどの有名キャラクターがこの期間に生み出された。

## 黎明期
1927年の長編映画へのトーキー導入は映画産業を震撼させ、アニメーション産業もまた2年後に同様の改革期を迎えた。ウォルト・ディズニーは社運を賭けた博打に打って出て、自身初のトーキー短編アニメーション『蒸気船ウィリー』（原題：Steamboat Willie）を公開した。この作品はミッキーマウスが登場した3番目の作品である。このカートゥーン映画は記録的な売り上げを達成し、大衆を魅惑し、ディズニーが彼の経歴の中で成し遂げた幾つもの偉業の口火を切ることになった。
1930年代前半を通して、アニメーション業界は三つの派閥に分割されているように見えた。ウォルト・ディズニーとフライシャー兄弟、そして「それ以外」である。ミッキーはその驚異的な人気により、チャーリー・チャップリンと並ぶ世界で最も有名な銀幕のスター達の一人として迎え入れられた。ディズニーの触れる物はすべて黄金に変わるかのように見えた。ディズニー作品に基づく関連商品は、多くの企業を大恐慌による財政的な窮地から救い出した。またディズニーはこの人気に乗じ、アニメーションに更なる改革を加えた。映画における3ストリップ・テクニカラー方式の発達でディズニーの果たした役割は大きく（テクニカラー社はこの方式を完成させるにあたり、ディズニーと提携していた）、総天然色で上映された最初のアニメーション作品は、ディズニーの短編映画『花と木』（1932年、原題：Flowers and Trees）であった。また、ディズニーはライフライク・アニメーションの分野でも他の追随を許さなかった。ディズニーの制作スタッフたちは、二次元画像で描写されるアニメーションに遠近感を与えるマルチプレーン・カメラを開発し、『風車小屋のシンフォニー』(原題：The old mill)でそれを初めて導入。その結果、アカデミー賞二部門を受賞するという成功を得た。その一方で、大当たりしたディズニーの別作品『三匹の子ぶた』（1933年、原題：Three Little Pigs）では、脚本技術の発展と特徴的なキャラクター描写が強調された。この作品は複数のキャラクターの性格を描き分けた最初のアニメーション作品であると見なされている。
1940年代までにディズニーの前には無数の競争相手が立ちはだかったが、いずれもフライシャーを除いて、ディズニーをその王座から追いやるには至らなかった。サイレント期、ディズニー以前に王座の位置にいたパット・サリヴァン・スタジオは、フィリックス・ザ・キャットをトーキー化しようとする不成功に終わった試みの後に、その最大の没落に直面していた。
1930年代から40年代初頭にかけて、アニメーションの品質においてディズニーと王者の座を争った競争相手がフライシャー・スタジオの代表者マックス・フライシャーであった。彼らは、ディズニーの『蒸気船ウィリー』が公開される何年も前から、多くの短編トーキーアニメーションを作ってきた。代表作としてあげられるのは、『おおメイベル（原題：Oh Mabel、1924年）』『懐かしいケンタッキーの家（原題：My Old Kentucky Home、1926年）』であり、前者は映像と音楽を、後者は映像とセリフを世界で初めて完全にシンクロさせたアニメーションである。しかし当時、電気式スピーカーを備えた劇場は極少数で、これらのトーキーアニメーションは余り注目を浴びなかった。こんなサイレント期を通じてアニメーションの改革と創作を行い続けてきたフライシャー兄弟は、ディズニーとは異なる都会的でハイカラなフライシャー独自のスタイルを生み出し、セクシーな『ベティ・ブープ』物とシュールな『ポパイ』物によって大当たりを飛ばした。特に、ベティ・ブープは戦前の日本でも大人気を博し、日本の美少女キャラクターの原型にもなったと言われている。また、1930年代のポパイの人気は当時のミッキーマウスのそれに匹敵し、ミッキーのファンクラブを模したポパイ・ファンクラブがアメリカ中で発生した。また、ロトスコープを採用した、ベティの短編3作品『ベティの家出（原題：Minnie the Moocher、1932年）』、『ベティの白雪姫（原題：Snow White、1933年）』、『ベティと山の老人（原題：The Old Man of the Mountain、1933年）』は、ジャズシンガーであるキャブ・キャロウェイを音楽に起用しており、そのうち、『ベティの家出』と『ベティの白雪姫』は、歴史的に永久保存されるべき作品として、アメリカ国立フィルム登録簿に登録されている。さらにフライシャーは、三次元の奥行きを再現するため、「ロトグラフ方式」という撮影方式を開発した。それはカメラに平面のセルをセットし、その後ろに回転式テーブルの上に置いてあるミニチュアを置いて撮影する方式であり、後にディズニーが開発する「マルチプレーンカメラ」の元になったとも言われている。しかし、1930年代初期に最高潮に達した映画内の不道徳描写に対する抗議活動により、映画産業は1934年に映画内の暴力・猥褻描写を一掃するヘイズ規制（Production Code）を採用した。この自主検閲制度はミッキーマウスのようなカートゥーン作品にまで適用され、その行いを改めさせることを強制した。この変化の中でベティ・ブープからセクシーさを奪われたフライシャー兄弟はとりわけ手痛い打撃を受けた。1930年代後半配給元であるパラマウント映画の要求でディズニーを模そうとする浅はかな試みを行っていたが、『ポパイ』シリーズは依然として根強い人気を保っていた。
一方で元ディズニーのアニメーターヒュー・ハーマンとルドルフ・アイジングは、ワーナー・ブラザースの配給するカートゥーン作品を制作する契約を1929年に結んだ。チャールズ・ミンツのスタジオを離れ、自身のスタジオを設立していた二人は、ワーナーのサイレント映画で字幕を担当していた、パシフィック・アンド・アーツスタジオに所属していた、レオン・シュレジンガーと契約を交わし、手始めにルーニー・テューンズのパイロットフィルムである、『インク少年ボスコ』（原題：Bosko the Talk - Ink Kid）を黒人少年ボスコを主人公に制作、その翌年の1930年に、『ルーニー・テューンズ』の第1作『浮世風呂(原題：Sinkin' in the Bathtub)』をボスコ主演で公開、一躍ボスコは人気者となり、翌年の1931年には、より音楽を重視した『メリー・メロディーズ』が公開された。これらの作品は単体で見れば成功していたものの、ハーマンとアイジングはディズニーやフライシャー兄弟のような革新的な才能を欠いており、彼らの作品の多くは「かわいらしさ」という欠点ゆえに、観客に見た目のインパクトを与えるのに失敗していた。1930年代前半のハーマンとアイジングによるワーナー・ブラザース作品の多くは、今日では忘れ去られている。これらはカートゥーンの改革を志した正統派作品であったが、ディズニーやフライシャーの成功を模するには至らなかった。1933年に、ハーマン=アイジングは作品の質を上げる為に大きなスタジオ施設を要求したことに対しシュレジンガーと衝突。ボスコと共にメトロ・ゴールドウィン・メイヤーへと去っていった。その後、ワーナー兄弟からの要求でシュレジンガーはワーナー系列のアニメスタジオであるレオン・シュレジンガー・プロダクション（Leon Schlesinger Production）を開設し、元ディズニーのアニメーターであるトム・パーマーやジャック・キングらをスタジオに招き入れた。彼らによって白人少年バディの短編が製作されたが、短命に終わった。
しかしながら、1935年にシュレジンガーが新しく雇ったアニメーション監督により、このスタジオは俄然活気を増すこととなった。テックス・エイヴリーである。ウォルター・ランツのスタジオに所属していたエイヴリーは荒々しく風変わりな作風のアニメーションをこのスタジオに持ち込み、ワーナーは一躍アニメーション業界の首位に上り詰めた。エイヴリーの影響によりワーナーが新たに生み出したポーキー・ピッグ(1935年の『楽しい母親参観(原題：I Haven't Got a Hat)』でデビュー)、ダフィー・ダック(1937年の『ポーキーのアヒル狩り（原題：Porky's Duck Hunt）』でデビュー)、バッグス・バニー(1940年の『野生のバニー(原題：A Wild Hare)』でデビュー)その他の無数の人気キャラクターたちの名は、全世界に広まった。初期のエイヴリーは、当時モノクロ作品で制作費の安い『ルーニー・テューンズ』を主に担当し、テクニカラー作品で制作費の高い『メリー・メロディーズ』は、前述したハーマン=アイジングの元アニメーターで、後にチャック・ジョーンズらと共にワーナーのアニメーション監督の中枢となるフリッツ・フレレング（Friz Freleng）が主に担当した。そのフレレングは1938年にワーナーを一時的に離れ、MGMに移籍したが、1940年に再びワーナーに戻った。
ハーマンとアイジングは新たにMGMと契約し、さらにより好待遇の下で高予算のカートゥーンを制作し始めた。彼らがMGMに提供した無数の豪華なアニメーション作品は、魅惑的なまでに優れたアニメーション場面を特徴としていた。しかし、ハーマンとアイジングの物語描写のスタイルは彼らの作品の欠点でもあった。目にも鮮やかな視覚美術の前に、物語そのものはしばしば忘れ去られた。1930年代を通じてハーマン=アイジングスタジオはこの状況に甘んじていたが、その作品はしばしばアカデミー賞の候補となった。1937年に、フレッド・クインビーがMGMのアニメーションスタジオを設立すると、ハーマン=アイジングは、手掛けていた作品を終わらせ、1939年に入社した。
これらの制作会社に加えて、1930年代にはその他の多数のアニメーション制作会社が繁栄していた。ウォルター・ランツと彼の仲間ビル・ノーランはニューヨークでアニメーション制作者としての経歴を積んでいたため、ウォルター・ランツ・スタジオの初期作品がフライシャー作品のような乱暴かつシュールな作風を取っていたのも不思議ではなかった。当時のランツの主要な手持ちのキャラクターは、ウォルト・ディズニーとチャールズ・ミンツから手に入れたオズワルド・ザ・ラッキー・ラビットであった。1933年の作品『Confidence』では、ウサギのオズワルドは合衆国大統領フランクリン・ルーズベルトを訪問する。作中でルーズベルトはその席から歩み出て、世界大恐慌を終わらせるための信頼（Confidence）を広めるとオズワルドに約束する。
その一方で、オズワルドの以前の持ち主であるチャールズ・ミンツは、ジョージ・ヘリマンの漫画『クレイジー・カット』（原題：Krazy Kat）のアニメーション化と、ディック・ヒューマーにより1931年に生み出された少年スクラッピーを主人公とするシリーズの制作に携わっていた。ポール・テリーは『イソップス・フェーブル』（原題：Aesop's Film Fables）をヴァン・ビューレン・スタジオに譲り渡した後に、テリートゥーンと名付けた新しい制作会社を起こした。しかしながら初期テリー作品の娯楽としての品質の高さにもかかわらず、テリートゥーンはディズニーを筆頭とする主要な競争相手のような成功は収められなかった。ヴァン・ビューレン・スタジオの作品も同様の短所を示していた。
ディズニーの長年の親友であり協力者であったアブ・アイワークスは、ついにディズニー・スタジオを離れるという決断を下し、彼自身の制作会社を1930年に起こした。短期間で終わったアイワークス・スタジオでの活動の間に、アイワークスは3本の主要なシリーズを生み出した。『カエルのフリップ』（原題：Flip the Frog）、『ウィリー・ホッパー』（原題：Willie Whopper）、『コミカラー・カートゥーン』（原題：ComiColor Cartoon）である。アイワーク・スタジオは短命に終わったが、アイワークスの作品はその型破りな作風により、観客や批評家に人気があった。

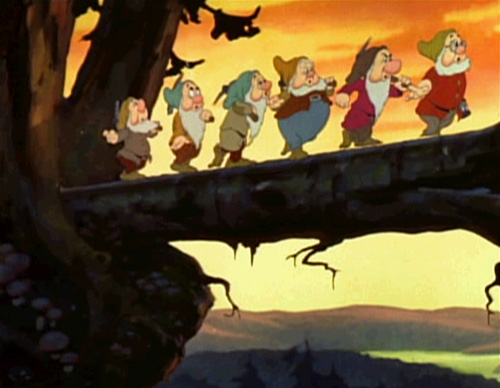
ディズニー初の長編アニメーション『白雪姫』（1937年）

1937年、ウォルト・ディズニーが史上初の総天然色長編アニメーション映画『白雪姫』（原題：Snow White and the Seven Dwarfs）を公開した。この長編は1934年に製作を初め、3年間に及ぶディズニー・スタジオの努力の結晶であった。短編アニメーションによる収入ではスタジオの収益を長く保てないと確信したディズニーは、再び社運を賭けた博打に打って出たのである。『白雪姫』はディズニーを破産に導くだろうと多くの者が予想したが、この評価は間違っていたと証明された。『白雪姫』は全世界で莫大な興行収入を上げ、更には芸術形式としてのアニメーションの発展を示す道標となった。
しかしながら、ディズニーは一巻物よりも長いアニメーション作品の最初の制作者ではなかった。1936年には、フライシャー・スタジオが2巻物の『ポパイ』のテクニカラー短編、『ポパイと船乗りシンドバッド』（1936年、原題：Popeye the Sailor Meets Sindbad the Sailor、上映時間16分）『ポパイのアリババ退治』（1937年、原題：Popeye the Sailor Meets Ali Baba's Forty Thieves、上映時間17分）『ポパイとアラジンの魔法のランプ』（1939年、原題：Aladdin and His Wonderful Lamp、上映時間22分）を公開していた。フライシャー兄弟は、ディズニーが『白雪姫』の製作を始めた1934年から長編アニメーション映画の製作の許可をパラマウント側に求めていたが、パラマウントはフライシャー兄弟に高品質な長編アニメーションを制作できるかという点については疑問の余地があったため彼らの提案を却下し続けていた。しかし、ディズニーの『白雪姫』の成功を知るや否や、フライシャーの提案を許可した。1938年にフライシャー・スタジオはニューヨークからフロリダ州マイアミにその本拠を移し(しかし、ニューヨークでも製作は続けられた)、1939年にアニメーション版『ガリバー旅行記』を公開した。この映画はそこそこの成功を収め、続いて1941年に『バッタ君町へ行く』（原題：Mr. Bug Goes to Town）が制作され、100万ドルの予算が掛けたが、この作品は真珠湾攻撃の二日前に公開されたということもあり、興行収入は予算のわずか5分の1しか回収できなかった。その結果スタジオは大赤字となり、1942年5月、フライシャー兄弟が彼ら自身のスタジオから解雇される形で1921年から約20年続いたスタジオは倒産し、今やその所有権を完全に握ったパラマウントは社名をフェイマス・スタジオに改名し、再び本社をニューヨークに復帰させた。1930年代にディズニー以外に世界で唯一カラー長編アニメーションを手掛けた制作者という点で、フライシャー兄弟は特筆に価する。フライシャー・スタジオの倒産により、長編映画はここからしばらくディズニーの独壇場となる。
ディズニーは長編アニメーションの制作に集中することになり、彼個人が以前のような形で短編を監督することはなくなった。ディズニーの短編作品は相変わらず工夫に満ち、面白く、精妙なアニメーションを特徴としていたものの、その脚本は時代遅れで先の読める物になり始めた。この結果、レオン・シュレジンガープロダクションのターマイト・テラスに集まった有望なアニメーター達に道が開かれ、新世代のアニメーターたちによるサイドスプリッティングリー・ファニー・カートゥーン（爆笑アニメ）が怒涛のごとくアニメーション業界に押し寄せた。この時期にシュレジンガーの下にいるカートゥーン制作者らはその本領を発揮し、1940年代のフリズ・フレリング、チャック・ジョーンズ、ボブ・クランペットの作品群は伝説となっている。

## アニメーションにおける音声
黄金期アニメーションの魅力の多くが作品の視覚面に拠っていた一方で、画像に添えられた声優の演技と念入りに選ばれた管弦楽曲もその一部に貢献していた。
アニメーションにおける音声の使用は、映画館がラジオの前から観客を引き寄せたのと同様に、優れた役者や声帯模写芸人をも映画とアニメーションに引き寄せることになった。メル・ブランクは、バッグス・バニーやダフィー・ダックを含むワーナー・ブラザースの多くの人気キャラクターの声を演じた。その他の舞台演芸やラジオ時代の芸人や声優達も、黄金期のアニメーション映画の人気に貢献した。
またこの時期のアニメーション作品には、スタジオオーケストラによって演奏される豪華な管弦楽曲が伴奏として添えられていた。ワーナーで「ルーニー・テューンズ」の音楽を担当したカール・スターリングや、MGMで「トムとジェリー」やテックス・エイヴリー作品の音楽を担当したスコット・ブラッドリーは身近なクラシック音楽や有名な曲を編曲して用いただけでなく、多くのオリジナルのアニメーション音楽を作曲した。
ディズニーの『シリー・シンフォニー』シリーズを筆頭とする早期のアニメーションは、クラシック音楽の断片から構成されていた。これらのアニメーションは人気キャラクターの登場する作品から、自然をテーマにした作品まで様々であった。
関連項目：ルーニー・テューンズ（Looney Tunes）、メリー・メロディーズ（Merrie Melodies）、シリー・シンフォニーズ（Silly Symphonies）、ファンタジア（Fantasia）、映画音楽

## 戦時下
『白雪姫』の成功の後に、ディズニーは続けて3作の長編映画に多大な投資を行い、それらの作品『ピノキオ』（原題：Pinocchio）、『バンビ』（原題：Bambi）、『ファンタジア』（原題：Fantasia）は、いずれもアニメーション史を通じた傑作として賞賛されている。しかしながら、これら3作はどれも『白雪姫』と並ぶほどの興行成績は残せなかった。特に『ファンタジア』は、アニメーションの主流に抽象芸術やクラシック音楽、エリート的な主題を持ち込もうという、ウォルト自身の力量を越えた試みを感じ取った文芸批評家や観客から酷評された。しかし、後世の観客は同様の理由により、ディズニーの芸術的野心を評価している。これらの計画による相対的な失敗を補填するため、ディズニーが制作した低予算長編映画『ダンボ』（原題：Dumbo）は、スタジオを維持するのに充分なだけの収益をもたらした。
1940年代に入ると、2つの大きな出来事がハリウッドアニメーションスタジオが置かれた状況の変化を呼び起こした。1番目はアメリカ合衆国の第二次世界大戦への参戦であり、アニメーションスタジオを含むあらゆる映画制作会社は、戦争に向けての民意形成と士気高揚のための映画制作に動員された。2番目はディズニーとそのスタッフの絆を断ち切ったディズニーのアニメーターらによる1941年のストライキ（詳細は記事ディズニーアニメーターのストライキを参照）であり、多くのディズニースタジオの構成員が新天地を求めてスタジオを後にした。この時スタジオを離れたアニメーターのある者らは、1950年代にアニメーション業界に多大な衝撃をもたらした制作会社UPAを設立した。
合衆国が第二次世界大戦に参戦した後、アニメーション制作会社の人的資源の大半は戦争に関連する素材やプロパガンダを扱った短編制作に注ぎ込まれる事になった。多数のハリウッドの映画制作会社が士気高揚のために大きな貢献を行い、アニメーション制作会社もまたその一員であった。フライシャー・スタジオでは、水兵ポパイが海軍に加わり、フェイマス・スタジオとなってからは、ナチスや日本軍とも戦い始めた。一方ワーナー・ブラザースは、従軍兵士の慰安と学習のために『プライヴェート・スナフー』（スナフー一等兵、原題：Private Snafu）シリーズを制作した。
戦争はウォルト・ディズニーの帝国を震撼させた2つの打撃のうちの2番目の物であった。しかしディズニーは停滞こそしたものの、その王座から転落することはなかった。1940年代のディズニーの長編映画は『メイク・マイン・ミュージック（原題：Make Mine Music）『ファン・アンド・ファンシーフリー』（原題：Fun and Fancy Free）『メロディ・タイム』（原題：Melody Time）『三人の騎士』（原題：The Three Caballeros）などの短編アニメーションのコレクションによる低予算作品であったが、ディズニーは『空軍力の勝利』（原題：Victory Through Air Power）と題されたプロパガンダ映画で士気高揚に大きく貢献した。
その一方でワーナー・ブラザースは活気を取り戻し、次の15年間から20年間に高い人気を獲得した。1944年に、レオン・シュレジンガープロダクションは、シュレジンガーの引退によりワーナーのアニメ部門となったが勢いは衰えることがなかった。これらの期間にフリッツ・フレラングとボブ・クランペットは、その最高の仕事を成し遂げたと見なされている。特にクランペットが監督した『ポーキーのヘンテコランド』（原題：Porky in Wackyland）『カメがウサギを超えた日』（原題：Tortoise Wins By A Hare）『ビッグ・スヌーズ』（原題：The Big Snooze）『石炭姫とひちにんのこびと』（原題：Coal Black and de Sebben Dwarfs）『未来のバニー』（原題：The Old Grey Hare）などの傑作短編によって、6分間物のアニメーション映画はシュルレアリスムに匹敵する水準にまで押し上げられた。1946年に、クランペットはスタジオとの諍いが原因でワーナー・ブラザースを退社し、自身のスタジオ経営に乗り出した。クランペットは新たに誕生したテレビ分野における子供番組の開拓者として活動し、人気番組『Time for Beany』を制作した。
さらに他方では、ディズニーをその玉座から追い落とそうとした試みの十年後になって、MGMスタジオに突然の幸運が続けざまに舞い込んだ。MGMに在籍するアニメーターのウィリアム・ハンナとジョセフ・バーベラが、オスカー賞候補となった短編『上には上がある』（原題：Puss Gets The Boot）による商業的成功を収め、ハンナとバーベラは長寿作品となった連続アニメーション『トムとジェリー』の制作に着手した。この作品により、ディズニーを除いてアニメーション制作会社とは無縁だったアカデミー賞に列せられるという栄誉を、MGMは手に入れた。同時に、レオン・シュレジンガーとの争いの末にワーナー・ブラザースを退社したテックス・エイヴリーがMGMに入社し、かつてワーナーのアニメーターたちに活気を与えたのと同様に、MGMのスタジオを生き返らせた。『トムとジェリー』シリーズと、テックス・エイヴリーによる荒々しくシュールな傑作群（これらの内にはアニメーションに大人向けのジャンルを持ち込んだセクシーで小洒落た『おかしな赤頭巾』（原題：Red Hot Riding Hood）シリーズが含まれる）の合間に、ついにMGMはアニメーションの分野において、ディズニーと、そして今のワーナーと肩を並べる企業となったのである。
1940年代に成功したその他の制作会社としては、ウォルター・ランツ・スタジオがある。ウサギのオズワルドの人気を使い果たしたランツと彼のスタッフたちは、三匹の猿ミーニー・ミニー・モーやベイビーフェイス・マウスなどの新しいキャラクターの案出に試行錯誤していた。最終的にこれらのキャラクターの内の一匹が成功した。アンディ・パンダである。しかしながらアンディの成功も、『キツツキとパンダ一家』（原題：Knock, Knock）に登場した五匹目のキャラクターであるウッディー・ウッドペッカーの画期的な成功には及ばなかった。
変化の風はディズニーにとって最大のライバル会社であったフライシャー・スタジオの航路をも変えた。しかし、その変化はMGMで起きた物のように、有益かつ霊感に満ちた物ではなかった。ポパイを海軍に送り込み戦意高揚に貢献した一方で、フライシャーは伝説となった豪華作品『スーパーマン』（Superman）シリーズの制作に着手し、このシリーズの第一作は1941年10月に公開され、オスカー賞候補となった。また、同年12月にはフライシャーにとって2作目の長編『バッタ君町に行く』（Mr.Bug Goes to Town）が公開された。ところが、1940年代初めにパラマウント映画は突如としてフライシャー兄弟を代表者の地位から解任し、製作スタッフも大幅に削減した。現在でも議論を残している動きの内に（この時の状況は映画史研究家にも未だ詳らかにされていない）、パラマウントはフライシャー・スタジオを系列会社に加え、フェイマス・スタジオと改名し、フライシャー兄弟の始めた作品を継続した。フライシャー兄弟更迭の効果は、ただちにスタジオに現れた。戦時下のパラマウントのアニメーション映画はフライシャーの頃と比較するとディズニーの二番煎じの感じが多くなったが、内容は面白く人気作品であり続けた。しかし、1940年代が終わると物語の質ははっきりと低下を始め、どこまでも落ち込んでいった。

## ストップモーションと特殊効果撮影
ハリウッドアニメーション史における偉大な時期において、アニメーション映画の制作者たちはアニメーションにのみ専念し、他分野へは進出しなかった。多くのアニメーション制作会社は、アニメーション映画と映画作品のためのタイトルアニメーションの制作に専念していた。限られた場合にのみ、アニメーションが映画産業の他の側面に使用されることがあった。1940年代の低予算連続ドラマ『スーパーマン』では、スーパーマンが空を飛ぶ場面と怪力を振るう場面で、実写場面中の特殊効果としてアニメーションが使用された。しかし、これは一般的な習慣ではなかった。
アニメーションの孤立は、映画における特殊効果にもっぱら使用された姉妹産業であるストップモーション・アニメーションの誕生に起因する。二者の類似性にもかかわらず、ストップモーション・アニメと手描きのアニメーションという二つのジャンルはハリウッドの黄金時代を通じて、滅多にその最盛期を同時に迎えたことがなかった。ストップモーション・アニメーションの名は1933年のヒット映画『キング・コング』で一躍知られるようになった。この作品においてストップモーション・アニメーターのウィリス・オブライエンは、その後の50年間で使われるようになったストップモーションの技術を確立した。『キング・コング』の成功により多くの初期の特撮映画が制作され、その内の一作でオブライエンがアニメーションを手掛けた『猿人ジョー・ヤング』は、レイ・ハリーハウゼンを含めた多くのストップモーション・アニメーターの出発点となった。1950年代にハリーハウゼンは彼自身の作品を制作した。
ジョージ・パルはパラマウント映画用に制作したパペトゥーンシリーズなどの、劇場用ストップモーション・アニメ映画を制作していたストップモーション専門のアニメーターであり、その作品のいくつかはレイ・ハリーハウゼンによりアニメートされている。パルは幾つかの特撮実写映画も制作している。
ストップモーション・アニメの人気は1950年代に最高潮に達した。SF映画の爆発的な人気により特殊撮影の分野は急成長し、ジョージ・パルは幾つもの人気を博した特撮映画で監督を務めた。一方レイ・ハリーハウゼンは、『空飛ぶ円盤地球を襲撃す』『シンバッド七回目の航海』『原子怪獣現わる』などの作品において大衆を惹き付け、映画における「リアル」な特撮の発展を活気付けた。これらの特撮映画はセルアニメーションと同様の技術を使っていたが、この二つのメディアが同時に現れる例は少なかった。ストップモーション・アニメは、『2001年宇宙の旅』でのダグラス・トランブルによる実写と見紛うばかりの特殊撮影で、その頂点を極めた。
ハリウッドの特殊撮影は概ねセルアニメーションとは無関係に発展し続けてきたが、いくつかの特記すべきアニメーション場面がこの時期の長編実写映画に含まれていた。これらの内で最も有名なのは、映画『錨を上げて』において、俳優ジーン・ケリーがアニメーションで描かれた『トムとジェリー』のジェリーとダンスを踊る場面である。しかし、これらの特殊な用途以外にも、セルアニメーションは実写映画において字幕やタイトル画面で使用された。『めまい』『北北西に進路を取れ』『サイコ』などのアルフレッド・ヒッチコックの映画におけるソール・バスによる伝説的なタイトル・アニメーションは、多くの模倣者を生み出した。同様に映画『ピンク・パンサー』シリーズのオープニング・アニメーションは、同名のキャラクターに基づいたアニメーションシリーズを生み出すほどの人気を得た。

## 1950年代と1960年代、および黄金時代の終わり
しかしながら主要なスタジオの活動は、いずれも他分野での発展には盲目のままであった。ストライキの時期に古巣を離れた元ディズニーアニメーターのジョン・ハブリーは、より新しく、より抽象的で、より実験的なアニメーションという彼自身のビジョンを追求するための小さな制作会社を設立した。ハブリーと彼の仲間たちは、ユナイテッド・プロダクション・オブ・アメリカ、あるいはUPAと呼ばれる新たな制作会社の起業に着手した。UPAはリミテッド・アニメーションとして知られるようになったスタイルを、表現手法の一環として使用した。新しく起こされたスタジオでの最初の短編が、フランクリン・D・ルーズヴェルト再選キャンペーンのために作られた『ヘル・ベント・フォー・エレクション』（原題：Hell-Bent for Election）である。この作品はワーナーのベテラン監督であるチャック・ジョーンズが監督した。この新作は成功したものの、ハブリーと仲間たちが期待したような画期的な作品ではなかった。彼らの意図は二作目の短編であるボビー・キャノンの『ブラザーフッド・オブ・マン』（原題：Brotherhood of Man）までは成し遂げられなかった。この作品から、UPA作品は他の制作会社の作品に比べて野心的な作風を取りはじめた。キャノンの作品は、当時は軽視されていた人種的寛容というメッセージを伝えていた。
最終的にUPAはコロンビア映画の傘下に落ち着き、最初の2年間で2つのアカデミー賞へのノミネートを獲得した。これを皮切りに、UPAのアニメーターらは似たり寄ったりの作品がひしめきあうアニメーション業界の中にあって、一頭地を抜く作品を制作し始めた。UPAの『近眼のマグー』（原題：Mr. Magoo）シリーズの成功はあらゆる制作会社の注目を引き付け、UPAの短編『ジェラルド・マクボイン・ボイン』（原題：Gerald McBoing-Boing）がオスカー賞を受賞すると、ハリウッドは俄然沸き返った。UPAのスタイルはそれまでの映画館のスクリーン上で見られたアニメーションと何もかも違っており、旧態依然たるネコとネズミの追いかけっこに異議を示したUPAに観客は反応した。
1953年までに、UPAは多大な影響をアニメーション産業に与えていた。ハリウッドのアニメーション制作会社らは、豪華絢爛で写実的な1940年代のアニメーションから、より単純素朴で抽象的なアニメーションへと徐々に移行していった。この時期においては、ディズニーですらUPAの模倣を試みていた。とりわけ1953年の『プカドン交響楽』（原題：Toot, Whistle, Plunk and Boom）は、この新しく起こされた企業の足跡を辿ろうとするディズニーの実験作であった。
UPAによるアニメーションの革命以前に、1950年代の初期にワーナー・ブラザースとメトロ・ゴールドウィン・メイヤーカートゥーンスタジオの両社はその創造性の頂点に到達していた。とりわけワーナーのチャック・ジョーンズの作品が到達した高みは、アニメーション史を通じて前代未聞のものであった。多数の凡作（これらは時には残酷であり暴力的だった）を残した一方で、1950年代の連作『ロードランナー』（原題：Road Runner）やバッグス・バニーとダフィー・ダック物、『カモにされたカモ』（原題：Duck Amuck）『オペラ座の狩人』（原題：What's Opera, Doc?）『セビリアのラビット理髪師』（1950年、原題：Rabbit of Seville）『子ネコに首ったけ』（原題：Feed the Kitty）などのジョーンズ作品の幾つかは、アニメーション史に残る作品となった。『カモにされたカモ』と『オペラ座の狩人』はアメリカ合衆国政府より「文化的に重要な作品」と認定されており、アメリカ国立フィルム登録簿に登録されている。
1950年代のメトロ・ゴールドウィン・メイヤーのアニメーションもまた、1940年代に続いてアカデミー賞を受賞し続けた。『トムとジェリー』はMGMに更に2つのオスカー像をもたらし、テックス・エイヴリーの伝説的な仕事はスタジオがアニメーション部門を閉鎖する4年前の1953年まで続いた。1957年にMGMがアニメーション部門を閉鎖したのは、その高い制作費のためであった。今やその制作を続けるには、アニメーションは高価になりすぎていたのである。
しかしながら、パラマウント映画は他社ほど上手くはいかなかった。第二次世界大戦終了後の1940年代後半において、フェイマス・スタジオの作品の品質は目に見えて低下していき、その作品はお定まりのネタと暴力表現に頼り始めた。1950年代には『おばけのキャスパー』（原題：Casper the Friendly Ghost）や『ヘルマンとキャットニップ』などの新作が作られたものの、その一方で『ポパイ』のような作品ですら、その独創性や独自性の多くを失っていた。パラマウント作品は、『ノヴェルトゥーン』のネズミのヘルマンなどの、かわいらしいキャラクターで人気を集めていたが、作品の質は他社の埋め草映画のレベルにまで落ち込み、1960年代が始まる頃にはほぼ忘れ去られていた。
ディズニーによる長編アニメーション映画は1950年代を通じて大衆の人気を集め続けたが、ディズニー関係なく1953年をピークにそれ以降はクオリティが減少し始め、レイシズム描写も完全に自粛されるようになった。1940年代後半の本来は短編であるシリーズを綴りあわせた長編シリーズ制作の後に、ディズニー・スタジオはお伽噺や児童文学のアニメーション化という成功した方式へ回帰した。1950年代のディズニーは『わんわん物語』（原題：Lady and the Tramp）『ピーター・パン』（原題：Peter Pan）『101匹わんちゃん』（原題：One Hundred and One Dalmatians）『シンデレラ』（原題：Cinderella）『眠れる森の美女』（原題：Sleeping Beauty）などの多数の古典となった映画を制作したが、『ファンタジア』や『ピノキオ』のような魅惑的なリアリズムの作画に満ちた作品を再び制作することは、もはやディズニーですらも不可能であった。
1960年代までにアニメーション産業を移行を始めていた。テレビというメディアはますますその勢いを増しつつあった。この変化の先駆けとなったのは、『トムとジェリー』を制作したウィリアム・ハンナとジョセフ・バーベラの二人組であった。新しく生まれたハンナ・バーベラ・スタジオは、UPAが表現手法として開拓したリミテッド・アニメーションの手法を利用した。現在に至るまで、この手法はもっぱら予算削減のために使われている。テレビが大衆的な人気を獲得にするにつれ、映画館の観客数は減り始め、アメリカン・アニメーションの状況は永久に変わってしまった。それでもテレビに移行後もしばらくの間は黄金時代は続いていた。ハンナ・バーベラ・プロダクションを中心に数々のテレビアニメが作られ人気を獲得した。この頃の代表作としては、『チキチキマシン猛レース』や、『宇宙忍者ゴームズ』などである。しかし、1970年代前半に日本のアニメーションが数多く輸入されるにつれ、アメリカのアニメーション・スタジオはかつての力を振るえなくなってしまった。黄金時代は終わりを告げ、アニメーションの中心も完全に変わってしまった。特に黄金期末期で最後に短編形式を打ち切られた作品（最後に短編が出た時期での比較）としては『ウッディ・ウッドペッカー』が1972年、『ピンクパンサー』が1980年となる。

## 黄金期の主要な短編作品
一部未訳

### ウォルト・ディズニー・プロダクションズ作品
- 『蒸気船ウィリー』（1928年、原題：Steamboat Willie）製作・監督：ウォルト・ディズニー 配給 セレブリティ・プロダクション
- 『ギャロッピン・ガウチョ』（1928年、原題：The Gallopin' Gaucho） 製作・監督：ウォルト・ディズニー 配給 セレブリティ・プロダクション
- 『プレーン・クレイジー』 （1928年、原題：Plane Crazy）製作・監督：ウォルト・ディズニー 配給 セレブリティ・プロダクション
- 『骸骨の踊り』（1929年、原題：The Skeleton Dance） 製作・監督：ウォルト・ディズニー 配給 コロンビア ピクチャーズ
- 『花と木』（1932年、原題：Flowers and Trees）製作：ウォルト・ディズニー 監督：バート・ジレット 配給 ユナイテッド・アーティスツ
- 『三匹の子ぶた』（1933年、原題：Three Little Pigs） 製作：ウォルト・ディズニー 監督：バート・ジレット 配給：ユナイテッド・アーティスツ
- 『かしこいメンドリ』 (1934年、原題：The Wise Little Hen) 製作:ウォルト・ディズニー 監督:ウィルフレッド・ジャクソン 配給:ユナイテッド・アーティスツ
- 『ウサギとカメ』 (1935年、原題:Tortoise and the Hare) 製作:ウォルト・ディズニー 監督:ウィルフレッド・ジャクソン 配給:ユナイテッド・アーティスツ
- 『ミッキーの大演奏会』（1935年、原題：The Band Concert） 製作：ウォルト・ディズニー 監督：ウィルフレッド・ジャクソン 配給：ユナイテッド・アーティスツ

- 『風車小屋のシンフォニー』（1937年、原題：The Old Mill） 製作：ウォルト・ディズニー 監督：ウィルフレッド・ジャクソン 配給：RKO
- 『ミッキーの大時計』（1937年、原題：Clock Cleaners） 監督：ベン・シャープスティーン
- 『ミッキーの巨人退治』（1938年、原題：Brave Little Tailor） 監督：ビル・ロバーツ
- 『ドナルドのわんぱく時代』（1938年、原題：Donald's Better Self） 製作：ウォルト・ディズニー 監督：ジャック・キング 配給：RKO
- 『ミッキーの移動住宅』（1938年、Mickey's Trailer） 監督：ベン・シャープスティーン
- 『総統の顔』（1942年、原題：Der Fuehrer's Face） 製作：ウォルト・ディズニー 監督：ジャック・キニー 配給：RKO
- 『死への教育』（1943年、原題：Education for Death） 監督：クライド・ジェロニミ
- 『グーフィーのアイスホッケー』（1945年、原題：Hockey Homicide） 監督：ジャック・キニー
- 『プカドン交響楽』（1953年、原題：Toot, Whistle, Plunk and Boom） 監督：チャールズ・A・ニコルズ、ウォード・キンボール

### ワーナー・ブラザース製作作品
- 『楽しい母親参観』 (1935年、原題:I Haven't Got a Hat) 製作:レオン・シュレジンガー 監督:フリッツ・フレレング（英語版） 配給:ワーナー・ブラザース
- 『金鉱発見』（1935年、原題：Gold Diggers of '49） 製作：レオン・シュレジンガー 監督：テックス・エイヴリー 配給：ワーナー・ブラザース
- 『ポーキーのアヒル狩り』 (1937年、原題:Porky's Duck Hunt) 製作:レオン・シュレジンガー 監督:テックス・エイヴリー 配給:ワーナーブラザース
- 『ポーキーのウサギ狩り』 (1938年、原題:Porky's Hare Hunt) 製作:レオン・シュレジンガー 監督:ベン・ハーダウェイ、カル・ダートン 配給:ワーナー・ブラザース
- 『ポーキーのヘンテコランド』（1938年、原題：Porky in Wackyland）製作：レオン・シュレジンガー 監督：ボブ・クランペット（英語版） 配給：ワーナー・ブラザース
- “Detouring America”（1939年） 製作：レオン・シュレジンガー 監督：テックス・エイヴリー 配給：ワーナー・ブラザース
- 『アニメキャラはつらいよ』（1940年、原題：You Ought to Be in Pictures）製作：レオン・シュレジンガー 監督：フリッツ・フレレング 配給：ワーナー・ブラザース
- 『カメラはもうこりごり』 (1940年、原題:Elmer's Candid Camera) 製作:レオン・シュレジンガー 監督:チャック・ジョーンズ 配給:ワーナー・ブラザース
- 『野生のバニー』（1940年、原題：A Wild Hare）製作：レオン・シュレジンガー 監督：テックス・エイヴリー 配給：ワーナー・ブラザース
- “Hiawatha's Rabbit Hunt”（1941年）製作：レオン・シュレジンガー 監督：フリッツ・フレレング 配給：ワーナー・ブラザース
- “Rhapsody in Rivets”（1941年）製作：レオン・シュレジンガー 監督：フリッツ・フレレング 配給：ワーナー・ブラザース
- 『ネコたちの大作戦』（1942年、原題：A Tale of Two Kitties）製作：レオン・シュレジンガー 監督：ボブ・クランペット 配給：ワーナー・ブラザース
- 『ドーバーボーイズ』（1942年、原題：The Dover Boys）製作：レオン・シュレジンガー 監督チャック・ジョーンズ 配給：ワーナー・ブラザース
- “The Ducktators” （1942年）製作：レオン・シュレジンガー 監督：ノーム・マッケイブ（英語版） 配給：ワーナー・ブラザース
- 『石炭姫とひちにんのこびと』（1943年、原題：Coal Black and Seven Dwafs） 製作：レオン・シュレジンガー 監督：ボブ・クランペット 配給：ワーナー・ブラザース
- 『子ブタのポルカ』 (1943年、原題：Pigs in a Polca) 製作：レオン・シュレジンガー 監督：フリッツ・フレレング 配給：ワーナー・ブラザース
- 『東京情況』 (1943年、原題：Tokio Jokio) 製作：レオン・シュレジンガー 監督：ノーム・マッケイプ 配給：ワーナー・ブラザース
- 『ポーキーのたまご工場』 (1944年、原題：Swooner Crooner) 製作：レオン・シュレジンガー 監督：フランク・タシュリン 配給：ワーナー・ブラザース
- 『総統と遭遇』 (1945年、原題：Herr Meets Hare) 製作：エドワード・セルツァー（英語版） 監督：フリッツ・フレレング 配給：ワーナー・ブラザース
- 『ダフィーの召集令状』 (1945年、原題：Draftee Daffy) 製作：ボブ・クランペット 配給：ワーナー・ブラザース
- “Life with Feathers”（1945年） 製作：エドワード・セルツァー 監督：フリッツ・フレレング 配給：ワーナー・ブラザース
- 『本屋は大騒動』（1946年、原題：Book Revue）製作：エドワード・セルツァー 監督：ボブ・クランペット 配給：ワーナー・ブラザース
- 『ダフィの銀行強盗』（1946年、原題：The Great Piggy Bank Robbery）製作：エドワード・セルツァー 監督：ボブ・クランペット 配給：ワーナー・ブラザース
- 『可愛い子には旅を』 (1946年、原題：Walky Talky Hawky) 製作：エドワード・セルツァー 監督：ロバート・マッキンソン（英語版） 配給：ワーナー・ブラザース
- 『ラビット狂想曲』（1946年、原題：Rhapsody Rabbit）製作：エドワード・セルツァー 監督：フリッツ・フレレング 配給：ワーナー・ブラザース
- 『部屋の中で大バトル』（1947年、原題 ：Twwetie Pie）製作：エドワード・セルツァー 監督：フリッツ・フレレング 配給：ワーナー・ブラザース
- “Mouse Wreckers”（1949年） 製作：エドワード・セルツァー 監督：チャック・ジョーンズ 配給：ワーナー・ブラザース
- 『コヨーテ怒りのダッシュ』（1949年、原題：Fast and Furry-ous）製作：エドワード・セルツァー 監督：チャック・ジョーンズ 配給：ワーナー・ブラザース
- 『スカンクの恋』(1949年、原題：For Scent-Imental Reasons) 製作：エドワード・セルツァー 監督：チャック・ジョーンズ 配給：ワーナー・ブラザース
- 『スカーレット・パンパニケル』（1950年、原題：The Scarlet Pumpernickel） 製作：エドワード・セルツァー 監督：チャック・ジョーンズ 配給：ワーナー・ブラザース
- 『どったのセンセー?』 製作：エドワード・セルツァー 監督：ロバート・マッキンソン 配給：ワーナー・ブラザース
- 『セビリアのラビット理髪師』（1950年、原題：Rabbit of Seville）製作：エドワード・セルツァー 監督：チャック・ジョーンズ  配給：ワーナー・ブラザース
- 『標的は誰だ』（1951年、原題：Rabbit Fire）製作：エドワード・セルツァー 監督：チャック・ジョーンズ 配給：ワーナー・ブラザース
- 『子ネコに首ったけ』（1952年、原題：Feed the Kitty）製作：エドワード・セルツァー 監督：チャック・ジョーンズ 配給：ワーナー・ブラザース
- 『ちゃっかりウサギ狩り』(1952年、原題:Rabbit Seasoning) 製作:エドワード・セルツァー 監督:チャック・ジョーンズ 配給:ワーナーブラザース
- 『カモにされたカモ』（1953年、原題：Duck Amuck）製作：エドワード・セルツァー 監督：チャック・ジョーンズ 配給：ワーナー・ブラザース
- 『ダフィー・ウォーズ』（1953年、原題：Duck Dodgers in the 24½ Century） 製作：エドワード・セルツァー 監督：チャック・ジョーンズ 配給：ワーナー・ブラザース
- 『メキシコ料理は結構』（1953年、原題：Cat-Tales for Two）製作：エドワード・セルツァー 監督：ロバート・マッキンソン 配給：ワーナー・ブラザース
- 『何のシーズン？』 (1953年、原題：Duck!Rabbit,Duck!) 製作：エドワード・セルツァー 監督：チャック・ジョーンズ 配給：ワーナー・ブラザース
- 『眠りの国のラルフ』（1954年、原題：From A to Z-Z-Z-Z）製作：エドワード・セルツァー 監督：チャック・ジョーンズ 配給：ワーナー・ブラザース
- 『ネコの海岸物語』 (1955年、原題：Sandy Claws) 製作：エドワード・セルツァー 監督：フリッツ・フレレング 配給：ワーナー・ブラザース
- 『チーズはいただき』(1955年、原題:Speedy Gonzales)製作:エドワード・セルツァー 監督:フリッツ・フレレング 配給:ワーナーブラザース
- 『魅惑の蛙』（1955年、原題：One Froggy Evening）製作：エドワード・セルツァー 監督：チャック・ジョーンズ 配給：ワーナー・ブラザース
- 『アリババ・バニー』 (1957年、原題：Ali Baba Bunny) 製作：エドワード・セルツァー 監督：チャック・ジョーンズ 配給：ワーナー・ブラザース
- 『酔っぱらっちゃた』（1957年、原題：Tabasco Road）製作：エドワード・セルツァー 監督：ロバート・マッキンソン 配給：ワーナー・ブラザース
- 『鳥中毒撲滅協会』 (1957年、原題：Birds Anonymous) 製作：エドワード・セルツァー 監督：フリッツ・フレレング 配給：ワーナー・ブラザース
- 『オペラ座の狩人』（1957年、原題：What's Opera Doc?）製作：エドワード・セルツァー 監督：チャック・ジョーンズ 配給：ワーナー・ブラザース
- 『歌う剣を取り戻せ』 (1958年、原題：Knighty Knight Bugs) 製作：ジョン・W・バートン（英語版） 監督：フリッツ・フレレング 配給：ワーナー・ブラザース
- 『ハエと奏でるクラシック』（1959年、原題：Button Bunny）製作：ジョン・W・バートン 監督：チャック・ジョーンズ、エイヴ・レヴァイトー（英語版） 配給：ワーナー・ブラザース
- 『オツムで勝負』（1959年、原題：Mexicali Shmoes）製作：ジョン・W・バートン 監督：フリッツ・フレレング 配給：ワーナー・ブラザース
- 『仕掛けは充分』（1961年、原題：Beep Prepared）製作：デヴィッド・H・ディパティエ（英語版） 監督：チャック・ジョーンズ 監督補：モーリス・ノブル（英語版） 配給：ワーナー・ブラザース
- 『グアダルーペの笛吹き男』（1961年、原題：The Pied Piper of Guadalupe） 製作：デヴィッド・H・ディパティエ 監督：フリッツ・フレレング 監督補：ホーリー・プラット（英語版） 配給：ワーナー・ブラザース
- “Nelly's Folly”（1961年）製作：デヴィッド・H・ディパティエ 監督：チャック・ジョーンズ 監督補：モーリス・ノブル、エイヴ・レヴァイトー 配給：ワーナー・ブラザース
- “Now Here This”（1963年）製作：デヴィッド・H・ディパティエ 監督：チャック・ジョーンズ 監督補：モーリス・ノブル 配給：ワーナー・ブラザース

### フライシャー・スタジオおよびフェイマス・スタジオ作品

#### フライシャー・スタジオ製作分
- 『おお、メイベル』 (1924年、原題:Oh Mabel) 製作：マックス・フライシャー 監督：デイヴ・フライシャー 配給：レッドシール・ピクチャーズ
- “My Bonny Lies over the Ocean”（1925年） 製作：マックス・フライシャー 監督：デイヴ・フライシャー 配給：レッドシール・ピクチャーズ
- 『なつかしいケンタッキーの我が家』 (1926年、原題：My Old Kentucky Home) 製作：マックス・フライシャー 監督：デイヴ・フライシャー 配給：レッドシール・ピクチャーズ
- “The Sidewalks of New York”（1929年） 製作：マックス・フライシャー 監督：デイブ・フライシャー 配給：パラマウント映画
- “Noah's Lark”（1929年） 製作：マックス・フライシャー 監督：デイヴ・フライシャー 配給：パラマウント映画
- 『まぶしい皿』 (1930年、原題：Dizzy Dishes) 製作：マックス・フライシャー 監督：デイヴ・フライシャー 配給：パラマウント映画
- “Swing You Sinners!”（1930年） 製作：マックス・フライシャー監督：デイブ・フライシャー 配給：パラマウント映画
- 『ビンボーの秘密結社』 (1931年、原題：Bimbo's Initiation) 製作：マックス・フライシャー 監督：デイヴ・フライシャー 配給：パラマウント映画
- 『ベティの家出』 （1932年、原題：Minnie the Moocher） 製作：マックス・フライシャー 監督：デイブ・フライシャー 配給：パラマウント映画
- 『花形ベティ』 (1932年、原題：Stopping The Show) 製作：マックス・フライシャー 監督：デイヴ・フライシャー 配給：パラマウント映画
- 『ベティの白雪姫』 (1933年、原題：Snow White) 製作：マックス・フライシャー 監督：デイヴ・フライシャー 配給：パラマウント映画
- 『船乗りポパイ』 （1933年、原題：Popeye the Sailor with Betty Boop） 製作：マックス・フライシャー 監督：デイブ・フライシャー 配給：パラマウント映画
- 『ベティと山の老人』 (1933年、原題：The Old Man of the Mountain) 製作：マックス・フライシャー 監督：デイヴ・フライシャー 配給：パラマウント映画
- 『ベティのシンデレラ』（1934年、原題：Poor Cinderella） 製作：マックス・フライシャー 監督：デイブ・フライシャー 配給:パラマウント映画
- 『坊やと小鳥』 (1935年、原題：The Song of the Birds) 製作：マックス・フライシャー 監督：デイヴ・フライシャー 配給：パラマウント映画
- 『よい子の夢』 (1936年、原題:Somewhere in Dreamland) 製作:マックス・フライシャー 監督:デイヴ・フライシャー 配給:パラマウント映画
- 『船乗りシンドバッドの冒険』（1936年、原題：Popeye the Sailor Meets Sinbad the Sailor） 製作:マックス・フライシャー 監督：デイブ・フライシャー 配給:パラマウント映画
- 『魚の学校』 (1937年、原題：Educated Fish) 製作：マックス・フライシャー 監督：デイヴ・フライシャー 配給：パラマウント映画
- 『ポパイのアリババ退治』 (1937年、原題：Popeye the Sailor MeetsAli Baba's Forty Thieves) 製作:マックス・フライシャー 監督:デイヴ・フライシャー 配給:パラマウント映画
- 『ポパイの魔法のランプ』 (1939年、原題：Aladdin and His Wonderful Lump) 製作:マックス・フライシャー 監督:デイヴ・フライシャー 配給:パラマウント映画
- 『スーパーマン誕生』（1941年、原題：Superman） 製作:マックス・フライシャー 監督：デイブ・フライシャー 配給:パラマウント映画
- “The Raven” （1942年） 製作:マックス・フライシャー 監督：デイブ・フライシャー 配給:パラマウント映画

#### フェイマス・スタジオ製作分
- “You're a Sap, Mr. Jap”（1942年） 製作：ダン・ゴードン（英語版）、シーモア・ニーテル（英語版）、イジー・スパーバー（英語版）、製作補：サム・ブチュワード 監督：ダン・ゴードン 配給：パラマウント映画
- 『新たな敵の出現』（1942年、原題：Japoteurs）製作：ダン・ゴードン、シーモア・ニーテル、イジー・スパーバー 製作補：サム・ブチュワード 監督：シーモア・ニーテル 配給：パラマウント映画
- “Cartoons Ain't Human”（1943年） 製作:ダン・ゴードン、シーモア・ニーテル、イジー・スパーバー 製作補：サム・ブチュワード 監督：シーモア・ニーテル 配給:パラマウント映画

### ハーマン・アイジング・スタジオおよびMGM作品

#### ハーマン・アイジング・スタジオ製作分
- 『浮世風呂』（1930年、原題：Sinkin' in the Bathtub）製作・監督：ヒュー・ハーマン、ルドルフ・アイジング 製作補：レオン・シュレジンガー（英語版） 配給：ワーナー・ブラザース
- 『マンドリンを弾いて』(1931年、原題：Lady Play Your Mandolin) 製作：ヒュー・ハーマン、ルドルフ・アイジング、レオン・シュレジンガー 監督：ルドルフ・アイジング 配給：ワーナー・ブラザース
- “It's Got Me Again” 製作：ヒュー・ハーマン、ルドルフ・アイジング、レオン・シュレジンガー 監督：ルドルフ・アイジング 配給：ワーナー・ブラザース
- “The Disconnected Canary”（1934年）製作：ヒュー・ハーマン、ルドルフ・アイジング 監督：ルドルフ・アイジング 配給：MGM
- 『タン吉の怪獣退治』（1935年、原題：The Calico Dragon）製作：ヒュー・ハーマン、ルドルフ・アイジング 監督：ルドルフ・アイジング 配給：MGM
- 『カエルのお祭り』 (1936年、原題：Old Mill Pond) 製作：ヒュー・ハーマン、ルドルフ・アイジング 監督：ヒュー・ハーマン 配給：MGM

#### MGMカートゥーン・スタジオ（英語版）製作分
- ”Cleaning House“（1938年）製作：フレッド・クインビー、ジャック・チェルトック 監督：ロバート・アレン 配給：MGM
- 『バーニーの冬ごもり』（1939年、原題：The Bear That Couldn't Sleep）製作：フレッド・クインビー、ルドルフ・アイジング 監督：ルドルフ・アイジング 配給：MGM
- 『動物たちの国づくり』（1939年、原題：Peace on Earth） 製作：ヒュー・ハーマン、フレッド・クインビー 監督：ヒュー・ハーマン 配給：MGM
- 『上には上がある』（1940年、原題：Puss Gets The Boot） 製作：ルドルフ・アイジング、フレッド・クインビー 監督：ウィリアム・ハンナ、ジョセフ・バーベラ、ルドルフ・アイジング 配給 MGM
- 『仔猫の風船旅行』 (1940年、原題:The Milky Way) 製作:ルドルフ・アイジング、フレッド・クインビー 監督:ルドルフ・アイジング 配給:MGM
- 『メリー・クリスマス』（1941年、原題：The Night Before Christmas）製作：フレッド・クインビー 監督：ウィリアム・ハンナ、ジョセフ・バーベラ 配給：MGM
- 『うそつき狼』（1942年、原題：Blitz Wolf）製作：フレッド・クインビー 監督：テックス・アヴェリー 配給：MGM
- 『勝利は我に』（1943年、原題：The Yankee Doodle Mouse） 製作：フレッド・クインビー 監督：ウィリアム・ハンナとジョセフ・バーベラ 配給：MGM
- 『つかまるのはごめん』（1943年、原題：Dumb-Hounded）製作：フレッド・クインビー 監督：テックス・エイヴリー 配給：MGM
- 『おかしな赤頭巾』（1943年、原題：Red Hot Riding Hood）製作：フレッド・クインビー 監督：テックス・エイヴリー 配給：MGM
- 『ネズミ取り必勝法』（1944年、原題：Mouse Trouble）製作：フレッド・クインビー 監督：ウィリアム・ハンナ、ジョセフ・バーベラ 配給：MGM
- 『ただいまお昼寝中』（1945年、原題：Quiet Please!） 製作：フレッド・クインビー 監督：ウィリアム・ハンナ、ジョセフ・バーベラ 配給：MGM
- 『ピアノ・コンサート』（1947年、原題：The Cat Concerto） 製作：フレッド・クインビー 監督：ウィリアム・ハンナ、ジョセフ・バーベラ 配給：MGM
- 『あべこべ物語』 (1947年、原題:Dr.Jekyll and Mr.Mouse) 製作:フレッド・クインビー 監督:ウィリアム・ハンナ、ジョセフ・バーベラ 配給:MGM
- 『太りっこ競争』（1947年、原題：King-Size Canary）製作：フレッド・クインビー 監督：テックス・エイヴリー 配給：MGM
- 『台所戦争』 (1948年、原題:The Little Orphan) 製作:フレッド・クインビー 監督:ウィリアム・ハンナ、ジョセフ・バーベラ 配給:MGM
- 『いたずらきつつき』 (1949年、原題：Hatch Up Your Trabels) 製作：フレッド・クインビー 監督：ウィリアム・ハンナ、ジョセフ・バーベラ 配給：MGM
- 『ごきげんないとこ』 (1951年、原題：Jerry's Cousin) 製作：フレッド・クインビー 監督：ウィリアム・ハンナ、ジョセフ・バーベラ 配給：MGM
- 『パーティ荒し』 (1952年、原題:The Two Mousecketers) 製作:フレッド・クインビー 監督:ウィリアム・ハンナ、ジョセフ・バーベラ 配給:MGM
- 『ワルツの王様』（1953年、原題：Johann Mouse） 製作：フレッド・クインビー 監督：ウィリアム・ハンナ、ジョセフ・バーベラ 配給：MGM
- 『武士道はつらい』(1954年、原題:Touche Pussycat!) 製作:フレッド・クインビー 監督:ウィリアム・ハンナ、ジョセフ・バーベラ 配給:MGM
- 『人々にやすらぎを』 (1955年、原題：Good Will to Men) 製作：フレッド・クインビー、ウィリアム・ハンナ、ジョセフ・バーベラ 監督：ウィリアム・ハンナ、ジョセフ・バーベラ 配給：MGM
- 『竜退治』（1957年、原題：One Droopy Knight）製作：ウィリアム・ハンナ、ジョセフ・バーベラ 監督：マイケル・ラー 配給：MGM

### ウォルター・ランツ・スタジオ作品
- Race Riot, (1929), ウォルター・ランツ
- Confidence, (1933), ビル・ノーラン
- 『キツツキとパンダ一家』(Knock Knock) (1940), ウォルター・ランツ
- Barber of Seville (1944),James Culhane
- Apple Andy (1946),ディック・ランディー(Dick Lundy)
- Crazy Mixed-Up Pup (1955),テックス・エイヴリー
- The Legend of Rockabye Point (1955), テックス・エイヴリー

### チャールズ・ミンツ・スタジオおよびスクリーン・ジェムズ作品
- Lambs Will Gambol (1930),ベン・ハリソン(Ben Harrison)とManny Gould
- Yelp Wanted (1931), Dick Huemer
- マッチ売りの少女 (1937、原題：The Little Match Girl), シド・マーカス と アート・デイヴィス
- すっぱい葡萄(1941、The Fox and the Grapes) , フランク・タシュリン
- Song of Victory (1942), Bob Wickersham
- Professor Small and Mister Tall (1943), ジョン・ハブリー(John Hubley)とPaul Sommers
- Flora (1948), アレックス・ロビー

### UPA作品
- Hell-Bent for Election (1944), チャック・ジョーンズ
- Brotherhood of Man (1946),ボブ・キャノン(Bob Cannon)
- Ragtime Bear (1949),ジョン・ハブリー
- Gerald McBoing Boing (1951),ボブ・キャノン
- Rooty Toot Toot (1952),ジョン・ハブリー
- The Tell-Tale Heart (1953), Art BabbittとTed Parmelee
- When Magoo Flew (1955), ピーター・バーネス

### その他
- Dinner Time (1928), ポール・テリーとジョン・フォスター (John Foster), ヴァン・ビューレン・スタジオ
- Room Runners (1932), アブ・アイワークス(en:Ub Iwerks)
- The Mouse of Tomorrow (1942),エディ・ドネリー(Eddie Donnelly), テリー・トゥーンズ
- 『ピンク騒動』 The Pink Phink (1964), フレッツ・フレレング, デパティエ・フレレング・エンタープライズ(DePatie-Freleng Enterprises)

## 参考書籍
- 森卓也『定本 アニメーションのギャグ世界』アスペクト、2009年、ISBN 4757215371
- Barrier, Michael (1999): Hollywood Cartoons. Oxford University Press.
- Maltin, Leonard (1987): Of Mice and Magic: A History of American Animated Cartoons. Penguin Books.
  - レナード・マルティン著、権藤俊司ほか訳『マウス・アンド・マジック——アメリカアニメーション全史〈上〉』楽工社、2010年、ISBN 4903063429
- Solomon, Charles (1994): The History of Animation: Enchanted Drawings. Outlet Books Company.